# Emerson-Franklin
Emerson-Franklin est une municipalité rurale située dans la province du Manitoba, au Canada.

## Géographie
La municipalité s'étend sur 973,05 km2 dans l'extrémité sud du Manitoba, le long de la frontière avec les États-Unis.

## Histoire
La municipalité est créée le 1er janvier 2015 par la fusion d'Emerson et de Franklin.

## Politique et administration
La municipalité est administrée par un conseil de sept membres élus.